# Łazin
Łazin – wieś w Polsce położona w województwie łódzkim, w powiecie łowickim, w gminie Bielawy.
W latach 1975–1998 miejscowość administracyjnie należała do województwa skierniewickiego. Obecnie należy do powiatu łowickiego.

## Zbór Braci Polskich (ariański)
Zbór braci polskich ufundował najpóźniej w 1608 (a może nawet i przed 1603 r.) Cyriak Łaziński (zm. po 1619). W 1610 r. pastorem był tu Andrzej Wojdowski.  W 1613 ten i inne zbory w łęczyckiem (o których brak bliższych wiadomości) wizytowali Walenty Szmalc i Jakub Sienieński (zm. 1639) patron Rakowa. W 12. maja 1618 tutaj jako pastor umarł Ernest Kalb. Jego następcą od 1619 r. pastorem został pochodzący ze Słowacji i absolwent Akademii Rakowskiej, Daniel Lechocki (zm. ok. 1663), który funkcję tę pełnił do co najmniej 1652 r. Zgromadził on obszerną bibliotekę, której część podarował w 1628 r. bibliotece Akademii Rakowskiej.
Zbór istniał jeszcze w 1655 kiedy patronką była Podlodowska, a pastorem Paweł Myślicki. Zapewne upadł po wygnaniu braci polskich w 1658 roku.

## Znani ludzie urodzeni lub zamieszkali w Łazinie
- Bohdan Wiśniewski, filolog klasyczny, znawca filozofii starożytnej, profesor Uniwersytetu Łódzkiego
- Feliks Wiśniewski, fizyk, profesor Wolnej Wszechnicy Polskiej, po II wojnie światowej profesor Uniwersytetu Łódzkiego i Politechniki Łodzkiej;
- Andrzej Wojdowski (1565–1622), pastor zboru braci polskich w miejscowości ok. 1610 roku.

## Zabytki
Według rejestru zabytków Narodowego Instytutu Dziedzictwa na listę zabytków wpisany jest obiekt:
- park dworski, po 1880, nr rej.: 527 z 5.05.1980